# Cropera
Cropera este un gen de molii din familia Lymantriinae.